# کنت کرانام
کنت کرانام (انگلیسی: Kenneth Cranham؛ زادهٔ ۱۲ دسامبر ۱۹۴۴) هنرپیشه سینما، تلویزیون و رادیو اهل بریتانیا است. کنت دانش‌آموخته «National Youth Theatre» و آکادمی سلطنتی هنرهای دراماتیک است. از فیلم‌ها و برنامه‌های تلویزیونی که وی در آن نقش داشته است می‌توان به اولیور!، والکیری، مالیفیسنت، شکلات، پلیس خفن، یک سال خوب، کیک لایه‌ای، ناپلئون، رایلی، تک‌خال جاسوس‌ها، ان‌سی‌اس: تعقیب، توپ سیاه، بیمارستان گود کارما، زنان و حرف‌های آنچنانی، ستاره‌ها در لیورپول، بستری از گل‌های رز و افسانه هرکول اشاره کرد.

## زندگی شخصی
کنت کرانام متولد شهر دانفرم‌لاین در اسکاتلند است. همسر نخستش بازیگری به نام «دیانا کوییک» و همسر دومش بازیگری به نام «فیونا ویکتوری» هستند. وی دو دختر به نام‌های «نانسی» و «شارلوت» دارد.

## جوایز و افتخارات
- نامزد جایزه لارنس الیویر